# Светлов, Николай Михайлович
Николай Михайлович Светлов (род. 17 июля 1968 года, пос. Елатьма, Рязанская область, РСФСР, СССР) — российский экономист, специалист в области экономики сельского хозяйства, член-корреспондент РАН (2019).

## Биография
Родился 17 июля 1968 года в пос. Елатьма Рязанской области.
В 1992 году — окончил Московскую сельскохозяйственной академии имени К. А. Тимирязева
В 1995 году — защитил кандидатскую диссертацию, тема: «Экономическое обоснование системы цен на землю».
В 2002 году — защитил докторскую диссертацию, тема: «Система математических моделей стоимости: методология, теория, проблемы сельского хозяйства», степень доктора экономических наук присвоена в 2003 году.
С 1992 года — работает в Московской сельскохозяйственной академии имени К. А. Тимирязева, в настоящее время — профессор кафедры прикладной информатики.
С 1996 по 2007 годы — преподавал на экономическом факультете МГУ.
С 2004 по 2015 год — преподавал на экономическом факультете МГЛУ.
С 2015 года — на экономическом факультете ГАУГН.
С 2014 года — ведущий научный сотрудник лаборатории механизмов финансово-промышленной интеграции отделения макроэкономики и моделирования региональных систем Центрального экономико-математического института РАН.
С 2015 года — ведущий научный сотрудник Центра агропродовольственной политики РАНХиГС.
С 2020 года — главный научный сотрудник отдела системных исследований экономических проблем АПК Всероссийского института аграрных проблем и информатики имени А. А. Никонова.

## Научная деятельность
Специалист в области математических и инструментальных методов анализа аграрной политики и сельскохозяйственного производства.
Автор 378 научных работ, из них 11 монографий.
Основные научные результаты:
- создан новый тип числовых математических моделей (PF+PE-модели) в качестве замены моделям частичного равновесия, который использует непараметрическое представление границ производственных возможностей на основе больших объёмов статистических данных, вследствие чего существенно расширяет возможности сценарного анализа влияния агропродовольственной политики на рынки, сокращает трудо- и фондоёмкость его проведения;
- решена проблема представления многомерных распределений вероятностей в стохастических многоэтапных моделях оптимального планирования в непараметрической форме, имеющая большое значение для информационно-консультационного обслуживания сельхозтоваропроизводителей в ситуациях неопределённости и риска;
- исследованы территориальные различия в результативности государственной поддержки сельскохозяйственного производства и их причины;
- разработан теоретический аппарат, позволяющий исследовать влияние технологических возможностей экономики на предпочтения экономических агентов;
- создана и подтверждена эмпирическими данными неравновесная теоретическая модель роста протяжённости транспортных сетей, имеющая существенное значение для стратегического планирования развития инфраструктуры аграрных рынков.

Член редколлегии журнала «Известия Тимирязевской сельскохозяйственной академии» (с 2013 года).

## Награды
- Медаль А. В. Чаянова (РГАУ-МСХА, за 2006 год) — за большой вклад в подготовку кадров, научные исследования экономических проблем развития агропромышленного комплекса России и зарубежных стран[5]
- Медаль К. А. Тимирязева (РГАУ-МСХА, за 2012 год) — за значительный личный вклад в развитие аграрной науки и образования[6]